# Pfarrkirche St. Michael in Obersteiermark

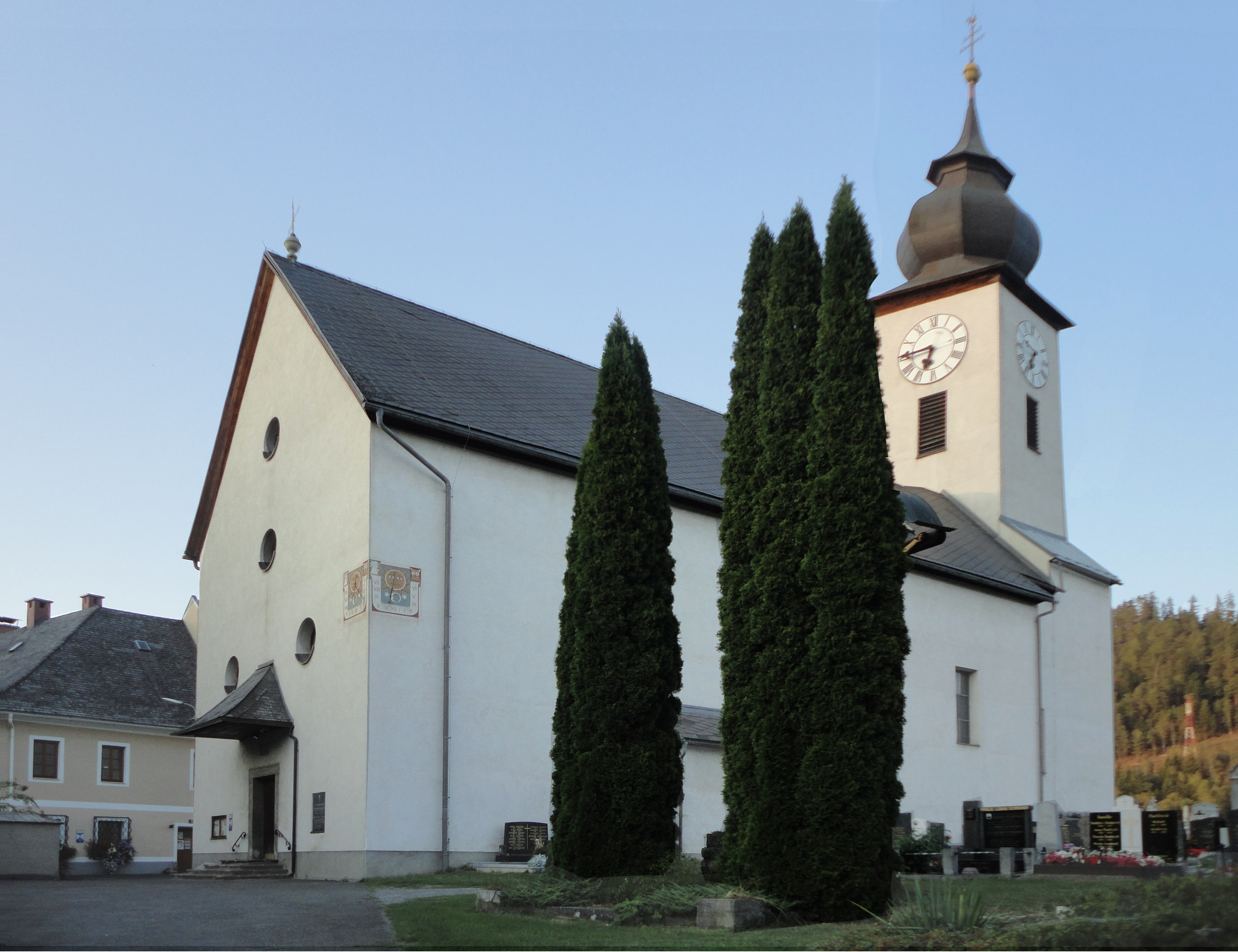
Katholische Pfarrkirche hl. Michael in St. Michael in Obersteiermark

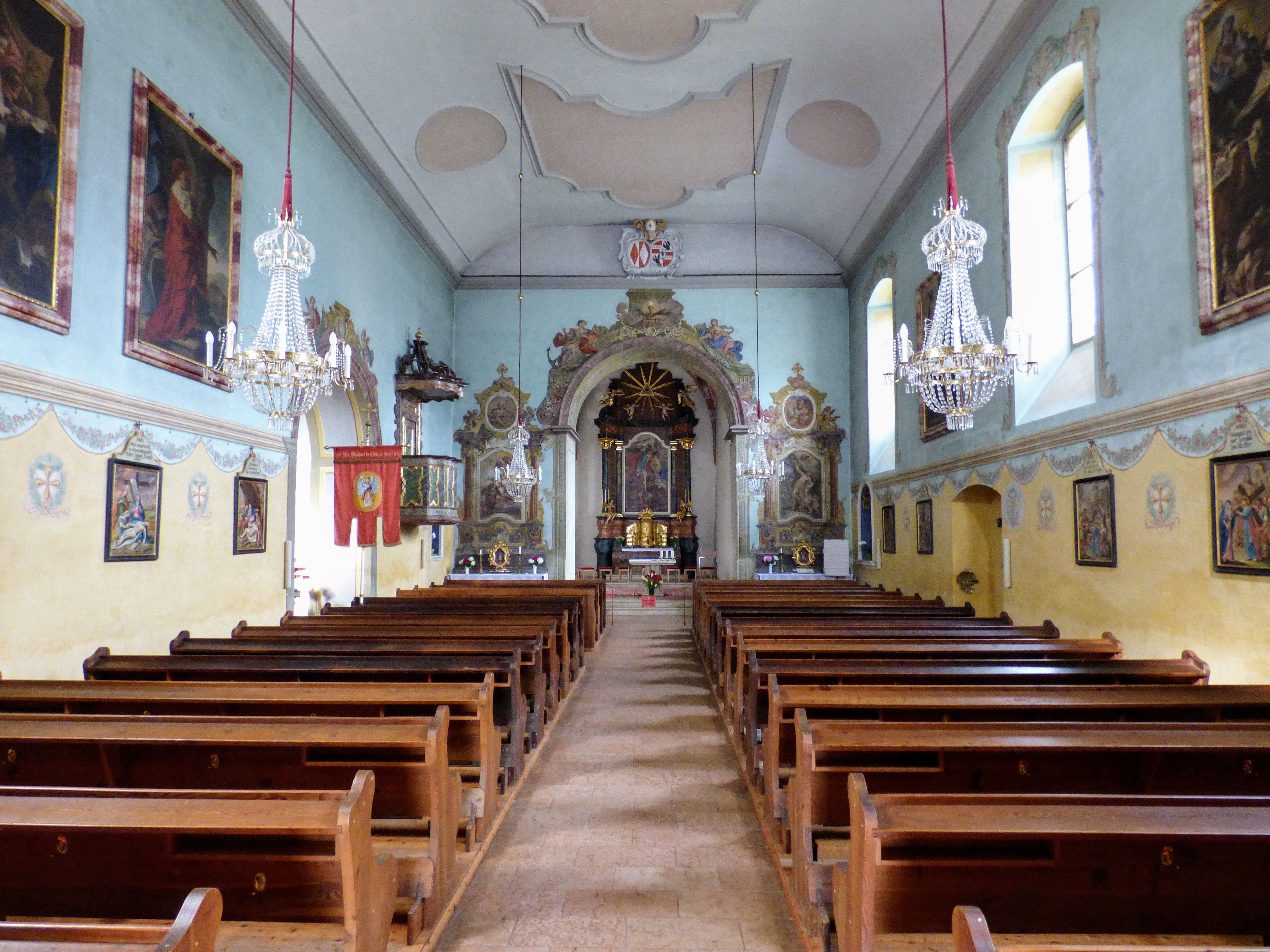
Langhaus, Blick zum Chor

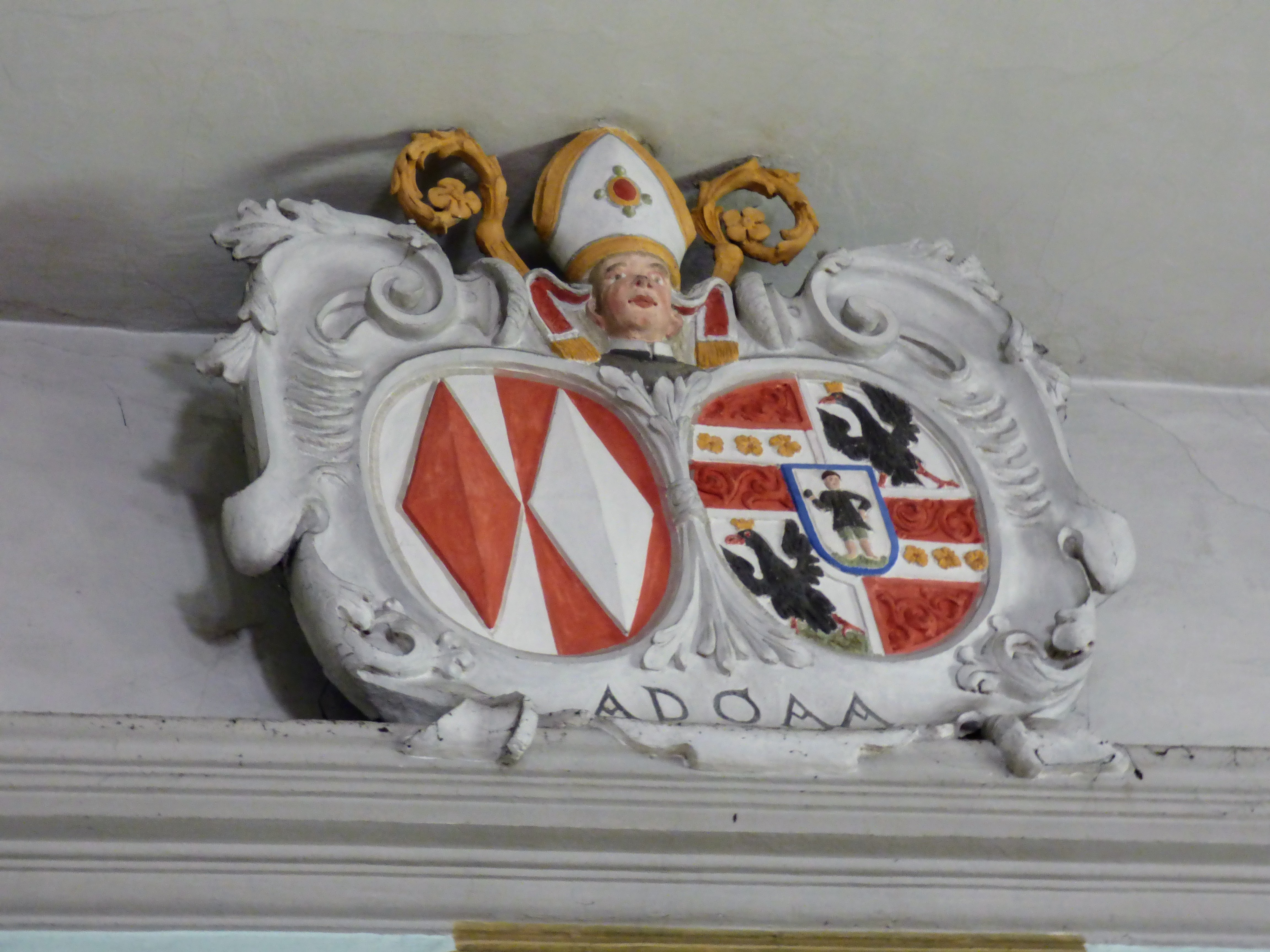
Wappen des Abts Anton von Mainersberg

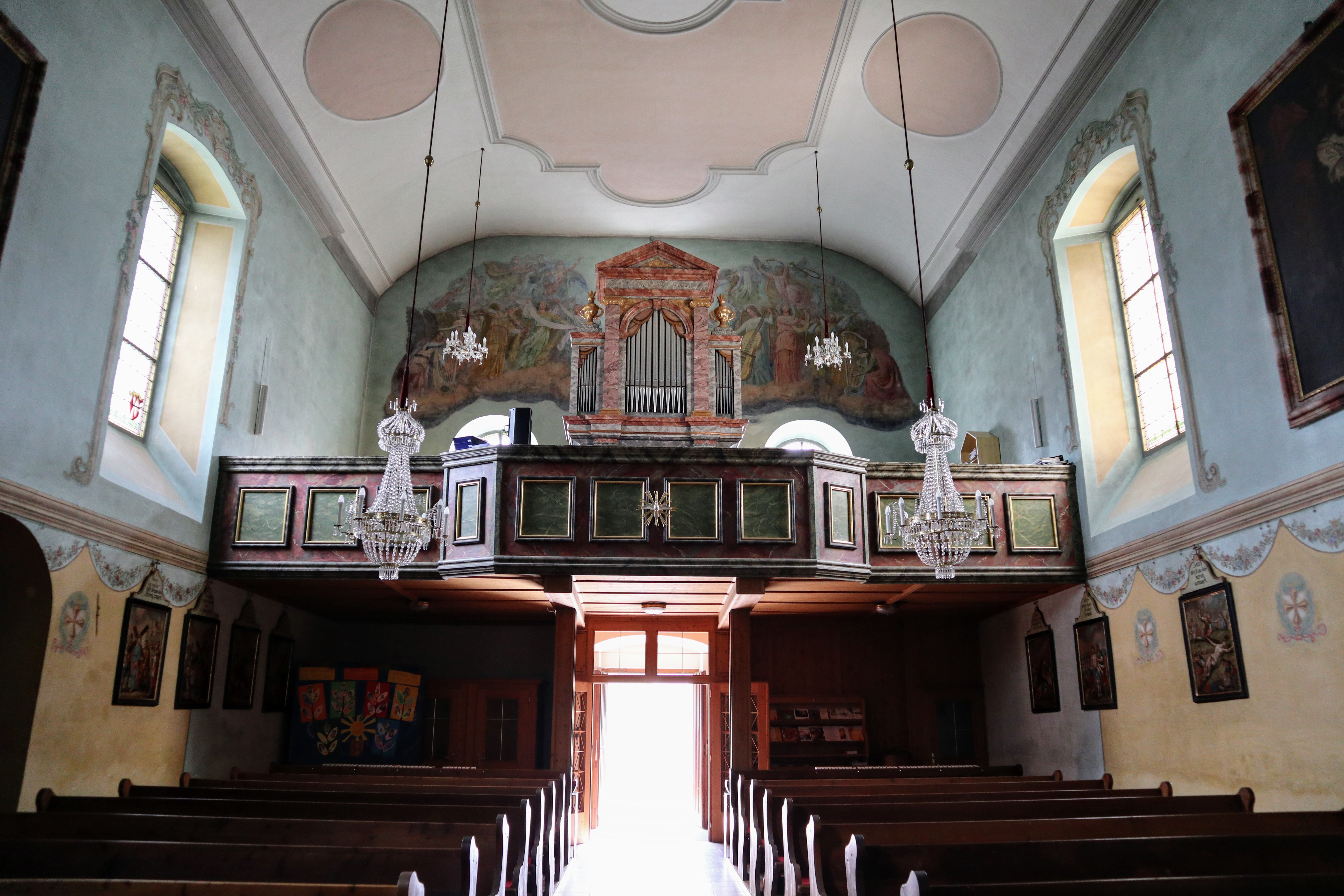
Langhaus, Blick zur Empore

Die römisch-katholische Pfarrkirche St. Michael in Obersteiermark steht in der Kirchsiedlung der Marktgemeinde Sankt Michael in Obersteiermark im Bezirk Leoben in der Steiermark. Die dem Patrozinium Erzengel Michael unterstellte Pfarrkirche gehört zur Region Obersteiermark Ost (Dekanat Leoben) in der Diözese Graz-Seckau. Die Kirche und der Friedhof stehen unter Denkmalschutz (Listeneintrag).

## Geschichte
Urkundlich wurde schon 925 eine Kirche genannt. Beim Türkeneinfall 1480 wurde die Kirche zerstört. Im Jahr 1512 war eine Kirchweihe. Von 1621 bis 1623 wurde der Turm über dem östlichen Chorjoch erbaut. Über dem Westportal ist das Jahr 1728 genannt, in dem das Langhaus verlängert und eine Seitenkapelle angebaut wurde.
Die große Pfarre wurde vor 1188 dem Stift Admont inkorporiert.

## Architektur
Die Kirche hat einen mittelalterlichen Chorturm mit einer barocken Zwiebelhaube. Unterhalb der Haube ist an allen vier Seiten ein Zifferblatt der Turmuhr angebracht und darunter eine verhältnismäßig kleine rechteckige Schallöffnung mit Schalljalousie. Auch das langgestreckte Langhaus mit Satteldach hat in den Seitenwänden rechteckige, an der Westwand jedoch Rundfenster. An der Ecke von West- und Südfassade ist jeweils eine Sonnenuhr aufgemalt, mit einem Hahn als Symbol für den Morgen und einer Eule als Symbol der Nacht.
Innen schließt eine Spiegeldecke das Langhaus nach oben ab, nördlich ist eine Kapelle angebaut. Der um vier Stufen höhere zweijochige Chor hat einen geraden Schluss und ein Kreuzrippengewölbe mit runden Schlusssteinen.
Die gotischen Wandmalereien im Chor aus dem frühen 14. Jahrhundert wurden 1947 freigelegt. Sie zeigen Mariens Tod, weitere Heiligenszenen und das Weltgericht. Die spätbarocken Wandmalereien im Langhaus zeigen am Fronbogen die Allegorien Glaube und Liebe. Die Seitenaltäre haben keine tatsächlichen Aufbauten. Die Aufbauten mit Altarbildern des heiligen Florian und des heiligen Sebastian von Gregor Lederwasch 1784 sind auf die Wand gemalt. Über dem Fronbogen befindet sich das reliefierte Wappen des Abts Anton von Mainersberg (1718–1751).

## Einrichtung
Zusammen mit umfangreichen Renovierungen wurde der Altarraum im Jahr 2000/2001 mit Volksaltar, Ambo und Tabernakel neu gestaltet. Der alte Hochaltar blieb erhalten. In der Nordkapelle steht ein Marienaltar aus dem dritten Viertel des 18. Jahrhunderts in der Art des Franz X. Krenauer. In der Nordkapelle befindet sich auch ein barockes Gemälde Mariä Krönung aus dem Ende des 17. Jahrhunderts und ein gotischer achtseitiger Taufstein.
Die Kanzel entstand in der ersten Hälfte des 18. Jahrhunderts.
Vier große Gemälde der Vier Kirchenväter schuf 1746/1747 der Augsburger Maler Gottfried Bernhard Götz, die Bilder waren für die Admonter Stiftsbibliothek gedacht und wurden hierher übertragen.
Die von Alois Hörbiger 1848 gebaute Orgel wurde 2001/2002 renoviert und	2002 geweiht.

## Glocken
Die Kirche hat ein aus vier Glocken bestehendes Geläut; drei dieser Glocken goss 1957 die Glockengießerei Pfundner in Wien. Die älteste Glocke des Geläuts goss 1533 ein Hans During. Diese Glocke ist mit einer halb deutschen und halb lateinischen Inschrift sowie der zweimaligen Darstellung Christi am Kreuz verziert.